# Псы (фильм, 1989)
«Псы» — советский триллер Дмитрия Светозарова, вышедший в 1989 году. В идее фильма отразилась трагическая судьба Аральского моря.

## Сюжет
Титр к фильму: 

«…и дана ему власть... — умерщвлять мечомъ и голодомъ и моромъ и зверями земными.»— Откровение Святого Иоанна Богослова
Мальчик, обследуя окрестности безлюдного города, проникает в трюм заброшенного танкера, заполненный пресной водой. Он не замечает, что за ним следит собака. Внезапно на мальчика нападает свора псов. 
На жителей соседнего города нападают волки. По поручению городских властей мелкий чиновник Иван Максимчук собирет спецотряд для уничтожения волков, обещая добровольцам хорошие деньги за волчьи шкуры. В отряд вступают Борис, бывший школьный учитель литературы, уволенный за пьянство; молчаливый безымянный чемпион по стрельбе с собакой; охотник Виктор Утехин; бывший житель заброшенного города Егор Маникин; ветеран Великой Отечественной войны, водитель Иннокентий Фурсов.
По дороге в пустыне охотники находят набитый тюками Запорожец, который уходит под землю, затянутый зыбучими песками. Герои встречают странную парочку — женщину Гюли и учёного-гидролога Пахтусова, обосновавшихся на маяке неподалёку от «Мёртвого города». Гюли замечает, что в этих местах волки никогда не водились. По прибытии в город отряд замечает бродячую собаку (ту самую, что следила за мальчиком).
Ночью двое мародёров пытаются угнать автобус группы. Один из них становится жертвой своры, а второго (инженера Стаса) герои запирают в туалете. Он отпирается, сваливая вину на погибшего сообщника. Ночью Маникин освобождает мародёра. Маникин рассказывает, что это его родной город, обезлюдевший из-за высыхания моря. Маникин желает вывезти наворованное им добро, за которое он уже отбыл 13-летний срок. Маникин и Стас тайком погружают вещи в автобус, но мародёр уезжает, бросив Маникина. В отчаянии тот расстреливает патроны вслед автобусу и, повернувшись, видит окружающую его свору.
Наутро охотники, разозлённые тем, что им пришлось иметь дело с псами, шкуры которых ничего не стоят, отказываются от выполнения задания. Максимчук выдвигает теорию о сверхъестественной животной жестокости, попутно объявляя одичавших псов-людоедов оборотнями. Другие члены отряда отмахиваются от него, считая сумасшедшим. Герои отбивают новое нападение своры. Выйдя на улицу, они с ужасом замечают пропажу автобуса, где была вся их вода и продовольствие. Вскоре они находят изуродованное тело Маникина и понимают, почему он вызвался добровольцем. 
Автобус, на котором ехал Стас, застревает в пустыне, поскольку одна из пуль Маникина пробила бензобак. Мародёр вытаскивает часть вещей наружу, сильно напивается и пляшет. Внезапно зыбучие пески затягивают автобус. Злодей бросается в автобус и пытается спасти вещи, но уходит вместе с ним под землю.
Максимчук, Молчун и Фурсов обследуют город, пытаясь найти тайное логово собак, ведь находят же они где-то воду. Учитель с Утехиным обыскивают подвал, находя припрятанное Маникиным добро. Из-за злой шутки Утехина учителя разбивает инсульт. Молчун отправляется на маяк, где Гюли отдаёт ему ошейник его собаки. Гюли признаётся, что каждую ночь выходит убивать собак, загрызших её сына. Она рассказывает, где находится логово псов-людоедов, добавив, что ни Молчуну, ни его товарищам живыми из города не выйти.
Логово псов находится на том самом танкере, куда пробрался погибший в начале фильма мальчик. «Молчун», Утехин и Фурсов проходят на танкер и истребляют всех псов до единого. Максимчук остаётся присматривать за Учителем. Он сходит с ума и стреляет в подошедшего Фурсова, после чего пускает себе в рот пулю из винтовки. Учитель, пришедший в сознание, не может предотвратить несчастье, и сам умирает.
Молчун и Утехин один за другим выносят тела погибших товарищей на улицу. Молчун падает на колени, приложив голову к земле, и воет, как собака. Утехин пытается его успокоить, но тоже падает на колени и воет.

## Критика
Своеобразный, сюрреалистический триллер с многослойным подтекстом. Авторы явно проводят параллель о том, что так и природа мстит человеку за надругательство над ней. Смотрится фильм напряженно, чему способствует и соответствующая музыка в исполнении «Машины времени». Уникальная создана атмосфера безумия и убийства. Лицам младше 15 лет просмотр только с разрешения родителей.
— Михаил Иванов, «Видеогид»

Первый отечественный триллер. Во времена перестройки Светозаров оказался единственным из советских кинематографистов, решившимся сделать столь смелый шаг. Более того, ему удалось совместить в «Псах» библейскую мифологию и жанровые традиции американского кино: триллера, хоррора и даже вестерна. Советские киночиновники обвинили фильм в чрезмерной жестокости и лишили широкого проката.
— Киностудия Proline-film

…«Псы» Светозарова — до сих пор не побитый рекорд стилизованной свирепости в отечественном кино.
— westernfilm.ru

Фильм «Псы» был снят на изломе эпох, в 1989 году, в независимой кинокомпании «Панорама» и вызвал шоковую реакцию и критики, и публики. Меня один критик даже спросил: «Как мог сын человека, снявшего „Даму с собачкой“, снять „Псы“?..». Но между этими фильмами существует глубинная связь. Это — изменение эпох, мировоззрений, мироощущений...
— Дмитрий Светозаров, интервью газете «Факты» (Киев)

## В ролях
- Юрий Кузнецов — Иван Максимчук, командир спецотряда
- Михаил Жигалов — «Молчун»
- Сергей Коковкин — «Учитель» (Борис Макаренко)
- Андрей Краско — «Охотник» (Виктор Утехин)
- Алексей Крыченков — «Уголовник» (Егор Маникин)
- Александр Суснин — «Шофёр» (Иннокентий Фурсов)
- Андрей Николаев — Стас, мародёр
- Сергей Архангельский — мальчик
- Райхан Айткожанова — Гюли
- Николай Исполатов — Пахтусов-Петров, гидролог

## Съёмочная группа
- Режиссёр: Дмитрий Светозаров
- Авторы сценария: Дмитрий Светозаров, Аркадий Красильщиков
- Художники-постановщики: Елена Жукова, Сергей Шемякин
- Композиторы: Андрей Макаревич, Александр Кутиков, Александр Зайцев
- Оператор-постановщик: Александр Устинов
- Звукооператор: Константин Зарин
- Монтажёр: Ольга Амосова
- Редактор: Фрижета Гукасян
- Директор картины: Дмитрий Генденштейн
- Продюсер: Ада Ставиская

Музыка в исполнении ансамбля «Машина времени». Соло на флейте-най: Андрей Красиков.